# Dzików (Ukraina)
Dzików (ukr. Диків, Dykiw) – wieś na Ukrainie, w obwodzie rówieńskim, w rejonie rówieńskim, w hromadzie Zoria. W 2001 liczyła 223 mieszkańców.
W okresie międzywojennym wieś znajdowała się w granicach II RP, wchodząc w skład gminy Klewań w powiecie rówieńskim, w województwie wołyńskim.